# Gopi

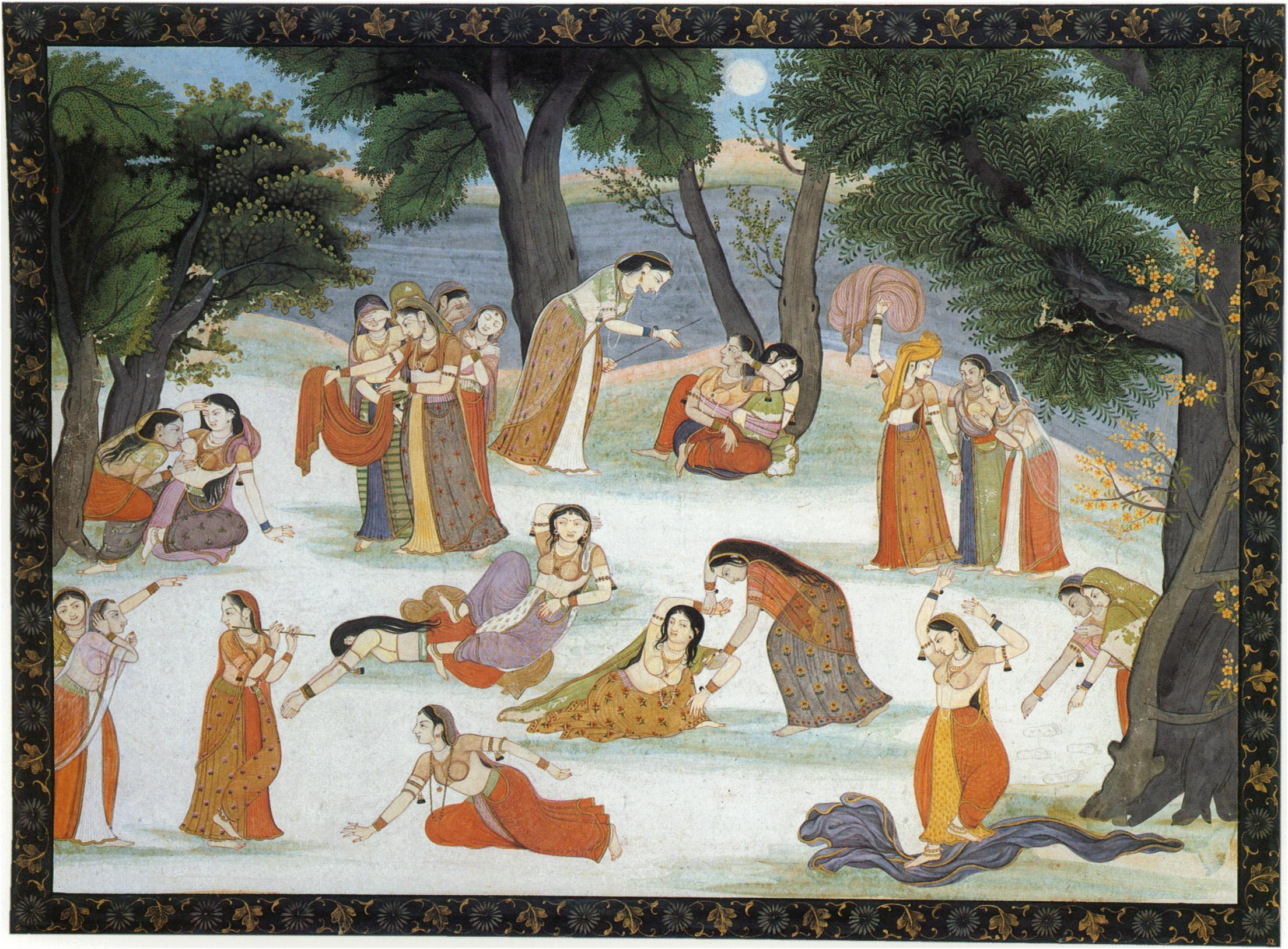
Recriando os Maravilhosos Passatempos de Krishna, da Série Bhagavata Purana. Aquarela opaca e ouro sobre papel. Por volta de 1780-85. Museu Rietberg.

No Hinduismo gopī (feminino gopīka) significa pastor. Algumas pastoras ocupam lugar de destaque no vixnuísmo pela sua devoção (bhakti) a Krishna.
As duas gopīka mais elevadas são Srimati Radharani e Chandravali, rivais que disputam a atenção de Krishna. As gopīka podem ser divididas em amigas da mesma idade de Krishna, criadas e mensageiras. As amigas de Krishna são as mais conhecidas.